# Чьерна-над-Тисоу

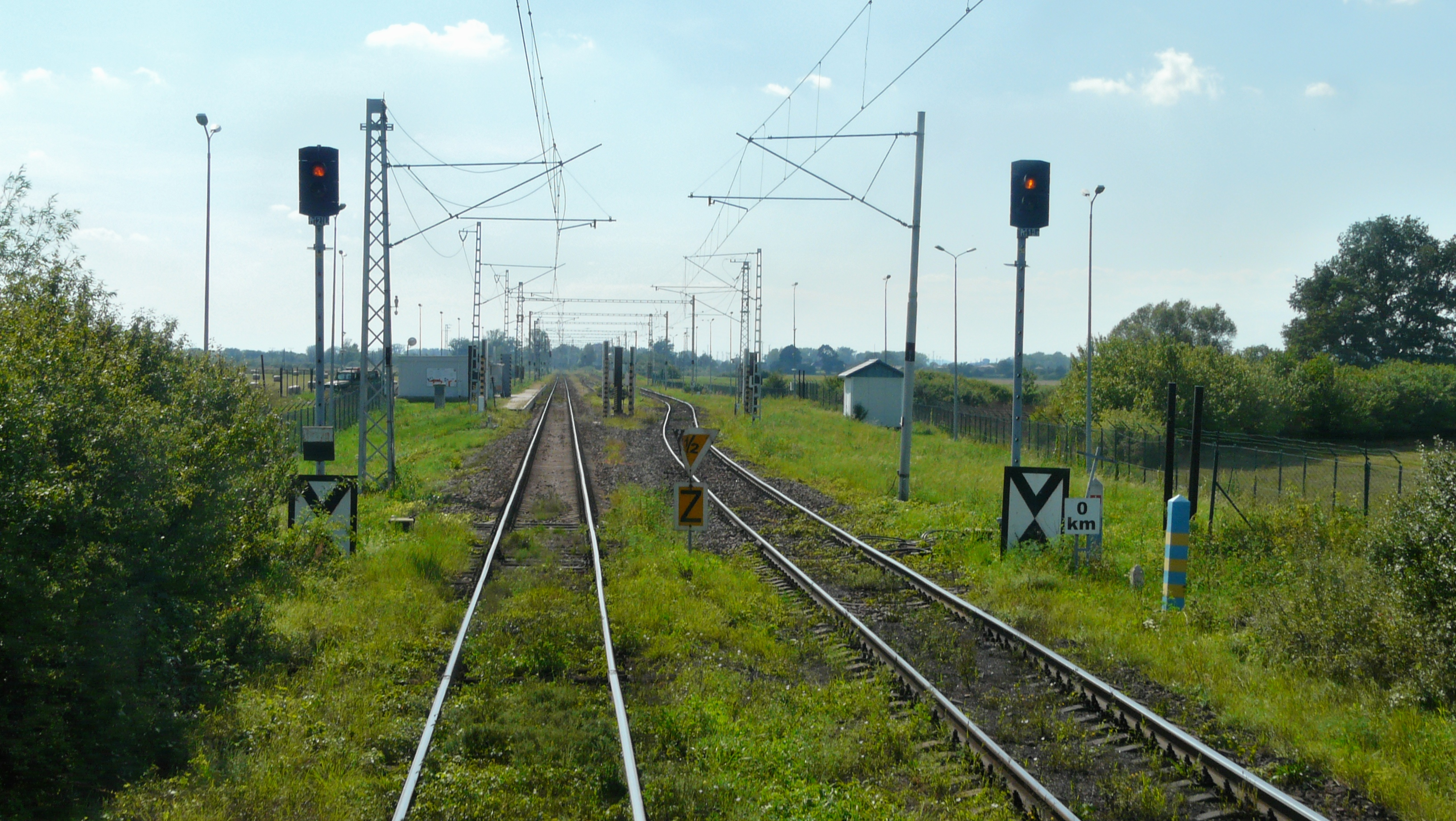
ЖД пограничный переход Чьерна-над-Тисоу — Чоп

Чье́рна-над-Ти́соу, Чие́рна-над-Ти́сой (словац. Čierna nad Tisou, венг. Tiszacsernyő, укр. Чорна над Тисою; рус. перевод — Чёрная-над-Тисой) — город в восточной Словакии.
Население города, на 31.12.2022 года, составляло 3441 человек.

## География
Расположен на границе с Украиной и Венгрией.

## История
Первое упоминание о Чьерной встречается в 1828 году.
Статус города Чьерна приобрёл в 1969 году.
29 июля 1968 года в местном доме культуры в течение 3 дней встречались для обсуждения Пражской весны лидеры ЦК КПСС Леонид Ильич Брежнев и ЦК КП Чехословакии Александр Дубчек.

## Население
| Год:                | 1994 | 2004     | 2014     | 2024    |
| ------------------- | ---- | -------- | -------- | ------- |
| Количество человек: | 5032 | 4390     | 3683     | 3367    |
| Разница:            |      | −12,75 % | −16,10 % | −8,57 % |

## Экономика
В 1947 году здесь был построен железнодорожный узел и ширококолейная дорога, связывающая её с крупнейшим узлом на западе Украины — Чопом, от железнодорожной станции до границы с Украиной всего 1.5 км. Здесь действует международный железнодорожный переход «Чьерна—Чоп („Страж“)», планируется открытие дорожного перехода «Чьерна—Соломоново».
На станции совершается пересадка пассажиров из внутрисловацких поездов на пригородный поезд Чиерна над Тисой — Чоп и в обратном направлении.

## Города-побратимы
- Айяк, Венгрия
- Захонь, Венгрия
- Чоп, Украина